# Bo convertible contingent
Un bo convertible contingent (Co-Co) és un tipus de bo convertible que només permeten a l'inversor convertir el bo en accions si s'esdevé una contingència específica. Aquesta contingència pot ser per exemple que el preu de l'acció sigui un cert percentatge per sobre del preu de conversió, o que el capital de l'emissor decaigui per sota d'un mínim, o l'arribada d'una data de venciment, etc. Segons decisió de l'Autoritat Bancària Europea els bons convertibles en accions computen com a capital de primera categoria —core Tier 1—, de manera que es parla de capital contingent en la mesura que el deute es converteix automàticament en capital si s'esdevé una contingència. De manera global, els bons contingents convertibles mantenen un cost de capital baix al computar com a deute, però són alhora un amortidor si s'esdevenen situacions d'estrès per a l'entitat emissora que permeten obtenir capital d'emergència automàticament per absorbir pèrdues.

## Exemple
Per exemple, un bo convertible contingent amb un preu de les accions de 10 €, amb un 30% de prima de conversió (10 x 30% prima = 3 € de prima; 13 € per acció), i un disparador de contingència de conversió de 120%, es podrà convertir en accions si només si les accions cotitzen al mercat per sobre de 15,60 € (13 € x 120%) durant un determinat període, sovint de 20 a 30 dies abans del final del trimestre.

## Bons Co-Co en el sistema bancari europeu
En el context de la nova regulació del sistema bancari —Basilea III— i la crisi del deute sobirà europeu, diversos bancs europeus optaren per emetre bons co-co a fi de salvaguardar el seu capital. Així per exemple Credit Suisse emeté el febrer del 2011 per valor de 2.000 milions de dòlars amb l'objectiu de reforçar l'acompliment de Basilea III per augmentar els seus fons propis. Els bons emesos es convertiran automàticament en accions si el Tier 1 —rati que mesura la fortalesa d'un banc en funció del seu capital bàsic en funció del nombre d'accions ordinàries, utilitats no distribuïdes, i participacions preferents—, fos inferior al 7%; amb un venciment a 30 anys, l'emissió ha estat repartida en trams de 100.000 dòlars i un cupó del 7,875% pels primers 5 anys.
Així mateix el 2011 la ABE va exigir a les entitats financeres espanyoles que aixequessin 26.170 milions d'euros en capital abans del juny del 2012, no computant com a capital els bons covertibles vainilla —simples— però sí acceptant els bons convertibles contingents. El Banco Pastor i Bankinter emeteren cocos fixant com a contingència, no una reducció del capital, sinó una data de conversió anterior al 2014.